# Wahlkreis Göltzschtal 2
Der Wahlkreis Göltzschtal 2 war ein Landtagswahlkreis zu den sächsischen Landtagswahlen 1994 und 1999. Er hatte zu diesen Wahlen die Wahlkreisnummer 4.

## Wahlkreisgebiet
Der Wahlkreis umfasste einen Teil der Städte und Gemeinden des zum 1. August 1994 gebildeten Göltzschtalkreises. Dieser war aus den Landkreisen Reichenbach und Auerbach sowie Teilen des Landkreises Klingenthal gebildet worden. Durch eine Verfassungsbeschwerde, der stattgegeben wurde, war dem Landkreis aber kein langes Leben beschieden, er ging zum 1. Januar 1996 im dann aus dem Elstertalkreis und dem Göltzschtalkreis gebildeten Vogtlandkreis auf. Dennoch wurde die Wahlkreiseinteilung für die Landtagswahl 1999 beibehalten, so dass der Wahlkreis Göltzschtal 2 nunmehr einen Teil des Vogtlandkreises abbildete. Folgende Städte und Gemeinden der früheren Wahlkreise Auerbach I und Klingenthal – Auerbach II gehörten 1994 zum Wahlkreis Göltzschtal 2: Auerbach/Vogtl., Beerheide, Bergen, Ellefeld, Falkenstein/Vogtl., Grünbach, Hammerbrücke, Klingenthal/Sa., Kottengrün, Morgenröthe-Rautenkranz, Muldenberg, Neustadt/Vogtl., Rodewisch, Schnarrtanne, Tannenbergsthal/Vogtl., Werda, Wernesgrün und Zwota.
1999 wurde wechselte die Stadt Rodewisch, deren Ortsteil Röthenbach sich bereits 1994 im Wahlkreis Göltzschtal 1 befand, nunmehr in den gleichen Wahlkreis. 1994 war die Stadt Rodewisch noch Teil des Wahlkreises Göltzschtal 2.
Für die Landtagswahlen 2004 wurde erneut die Wahlkreisstruktur in Sachsen verändert. Das Gebiet des Wahlkreises Göltzschtal 1 wurde auf die drei Wahlkreise Vogtland 1, 2 und 3 aufgeteilt.

## Wahl 1999
Die Landtagswahl 1999 fand am 19. September 1999 statt und hatte folgendes Ergebnis für den Wahlkreis Göltzschtal 2
| Direktkandidat   | Partei          | Erststimmen in % | Zweitstimmen in % |
| ---------------- | --------------- | ---------------- | ----------------- |
| Jürgen Petzold   | CDU             | 55,9             | 59,9              |
| Friedrich Fuchs  | SPD             | 13,7             | 11,5              |
| Andrea Roth      | PDS             | 23,9             | 20,6              |
| Thomas Lorke     | GRÜNE           | 01,1             | 01,0              |
| Theodor Kühn     | F.D.P.          | 01,7             | 00,7              |
| -                | BüSo            | -                | 00,0              |
| Wolfgang Berger  | DSU             | 01,3             | 00,5              |
| -                | GRAUE           | -                | 00,1              |
| Andrea Schlosser | REP             | 02,4             | 02,1              |
| -                | FP Deutschlands | -                | 00,0              |
| -                | pro DM          | -                | 01,9              |
| -                | KPD             | -                | 00,1              |
| -                | NPD             | -                | 00,3              |
| -                | Forum           | -                | 00,1              |
| -                | PBC             | -                | 01,1              |

Es waren 48.582 Personen wahlberechtigt. Die Wahlbeteiligung lag bei 57,1 %. Von den abgegebenen Stimmen waren 1,2 % ungültig. Als Direktkandidat wurde Jürgen Petzold (CDU) gewählt. Er erreichte 55,9 % aller gültigen Stimmen.

## Wahl 1994
Die Landtagswahl 1994 fand am 11. September 1994 statt und hatte folgendes Ergebnis für den Wahlkreis Göltzschtal 2:
| Direktkandidat | Partei | Erststimmen in % | Zweitstimmen in % |
| -------------- | ------ | ---------------- | ----------------- |
| Gerd Möckel    | CDU    | 56,0             | 62,3              |
|                | SPD    | 25,1             | 18,4              |
|                | F.D.P. | -                | 01,2              |
|                | GRÜNE  | -                | 02,6              |
|                | DSU    | 03,3             | 01,2              |
|                | REP    | -                | 01,1              |
|                | Forum  | -                | 00,3              |
|                | PDS    | 15,6             | 12,6              |
|                | SPS    | -                | 00,3              |

Es waren 46.962 Personen wahlberechtigt. Die Wahlbeteiligung lag bei 58,1 %. Von den abgegebenen Stimmen waren 1,7 % ungültig. Als Direktkandidat wurde Gerd Möckel (CDU) gewählt. Er erreichte 56,0 % aller gültigen Stimmen.